# Live at North Sea Jazz
Live at North Sea Jazz è il ventunesimo album di Edgar Winter (assieme a Steve Lukather), il disco un live pubblicato
dall'etichetta String Commander Records il concerto (documentato anche su DVD) si tenne al North Sea Festival il 14 luglio del 2000 a Den Haag nei Paesi Bassi.

## Tracce
1. Smell Yourself – 5:05 (Steve Lukather)
2. Texas – 4:27 (Edgar Winter)
3. Song for Jeff – 6:24 (Steve Lukather)
4. Red House – 7:26 (Jimi Hendrix)
5. Fly Away – 6:29 (Edgar Winter)
6. Rock Medley – 6:11
7. Tobacco Road – 13:12 (J. D. Loudermilk)
8. Frankenstein – 16:19 (Edgar Winter)

## Musicisti
- Edgar Winter - voce, sassofono, tastiere, timbales
- Steve Lukather - chitarra
- Phil Soussan - basso
- Gary Ferguson - batteria